# Imperatriz
Imperatriz – miasto w północno-wschodniej Brazylii, w stanie Maranhão, nad rzeką Tocantins.
Ludność: 260 tys. (2021).
W mieście rozwinął się przemysł spożywczy.
Miasto jest siedzibą klubu piłkarskiego Imperatriz.

## Demografia
- Liczba mieszkańców: 236691
- Ludność miejska: 218.555
- Mężczyźni: 110739
- Kobiety: 119711
- Gęstość zaludnienia: 150,52 osób / km ² (389,9 osób / km 2
- Wzrost populacji: 0,5% (z 1.03.1996 do 01.08.2000)
- Wskaźnik urbanizacji: 94,84%